# Athabasca Falls
Die Athabasca Falls sind 23 Meter hohe Wasserfälle im Athabasca River im Jasper-Nationalpark in Alberta, Kanada nahe dem Icefields Parkway (Highway 93). Sie liegen etwa 30 Kilometer südlich von Jasper.
Das Wasser hat sich durch eine Schicht harten Quarzits und den darunter liegenden Kalkstein gegraben und dabei eine schmale, kurze Schlucht und einige Potholes (Strudellöcher) gebildet. Die Fälle sind nicht wegen ihrer Höhe bekannt, sondern wegen der Kraft, mit der das Wasser über den zweigeteilten Fall fließt. Der Athabasca River führt hier meistens zwischen 100 und 200 m³/s, welche dann durch die nur etwa 30 Meter breiten Spalten stürzen. Die größte geschätzte Wassermenge, die der Fall führte, lag bei rund 500 m³/s.

## Medien

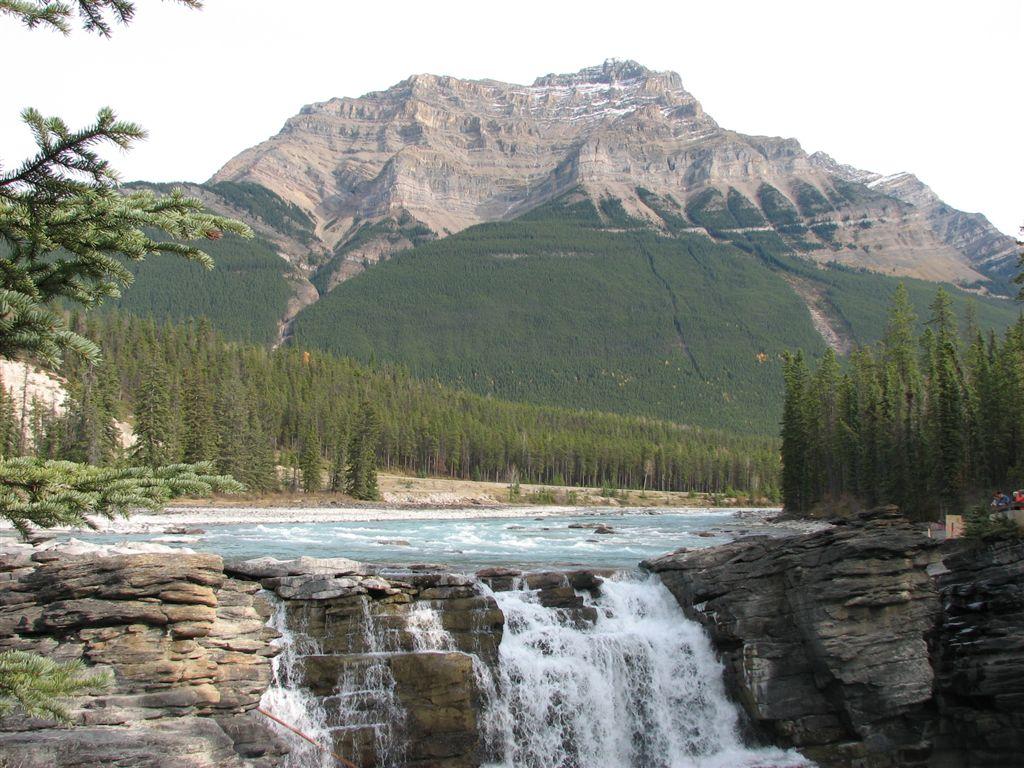
Athabasca Falls
- Athabasca Falls